# Radencommunisme
Radencommunisme is een stroming binnen het marxisme, begin jaren '20 ontstaan in Nederland en Duitsland, waarin arbeidersraden op bedrijfsniveau worden gezien als de primaire vorm van revolutionaire organisatie. Alhoewel het radencommunisme een marxistische stroming is, distantieert het zichzelf van leninistische opvattingen. Het radencommunisme werd door Lenin bekritiseerd in De linkse stroming, een kinderziekte van het communisme, waarop Herman Gorter een sterk antwoord schreef onder de naam Open brief aan partijgenoot Lenin. Belangrijke radencommunisten waren Anton Pannekoek, Herman Gorter, Jan Appel, Otto Ruhle en Paul Mattick. In Nederland bestonden verschillende radencommunistische partijen en groepen waaronder de Kommunistische Arbeiders-Partij Nederland en de Groep van Internationale Communisten. 

## Historische achtergrond
Het radencommunisme komt voort uit de Nederlands communistische linkerzijde, een groep die ontstond rond de kranten De Nieuwe Tijd en De Tribune. De groep bestond uit oudere SDAP leden die een belangrijke oppositie voerden tegen de steeds meer revisionistische partijleiding. Belangrijke namen waren Anton Pannekoek, Henriette Roland Holst, Herman Gorter en David Wijnkoop. Henriette Roland Holst en David Wijnkoop zouden zich later distantiëren van Anton Pannekoek en Herman Gorter, de grote namen van het radencommunisme.

## Filosofie
De radencommunisten werden naast Marx en Engels erg beïnvloed door de arbeider en filosoof Joseph Dietzgen. De Nederlands communistische linkerzijde - waaronder Pannekoek en Gorter - waren erg enthousiast over de filosoof. De belangstelling van de Nederlandse linkerzijde voor Dietzgen bestond niet alleen uit de materialistische kritiek op de speculatieve filosofie (Kant en Hegel), maar ook uit de verwerping van de vulgair materialistische opvatting van de geest, gedefinieerd als een eenvoudige afspiegeling van de materie. De hersenen waren voor Dietzgen en de radencommunisten geen eenvoudige externe opslagplaats van de tastbare wereld, maar eerder het gebied van activiteit van het denken. Het geestelijke werk van de hersenen verschijnt met de uitwerking van de gevoelige objecten onder de vorm van concepten die het verzamelen in een onverbrekelijke totaliteit en eenheid. Van hieruit een verwerping van het empirisme, dat dus, zich aansluitend bij het idealisme, van mening is dat de materie eeuwig, onvergankelijk en onveranderlijk is. In werkelijkheid bestaat voor het dialectisch en historisch materialisme "de materie in de verandering, de materie is wat verandert en het enige wat blijft is de verandering". Hieruit volgt dat elke kennis relatieve kennis is; zij is niet mogelijk buiten de "gegeven perken". Tenslotte kan deze relatieve kennis van de materiële substantie alleen plaatsvinden door een actieve tussenkomst van het bewustzijn. Dit bewustzijn, "geest" genoemd, legt dialectische relaties met de materie. Er bestaat een permanente wisselwerking tussen "geest" en "materie": De geest is een materie voor de dingen en de dingen een materie voor de geest. Geest en dingen bestaan alleen door hun relaties. 

## Revolutionaire actie
De filosofie van Joseph Dietzgen had veel invloed op de revolutionaire strategie van de radencommunisten. De radencommunisten legden erg de nadruk op de ontwikkeling van het klassenbewustzijn, hierdoor wordt het soms foutief opgevat als een idealistische stroming.
Het Nederlandse marxisme, vaak vergelijkbaar met de spontaneïstische stroming, had niet de verering van de spontaniteit: het klassenbewustzijn had niets “spontaans”; het was niet verbonden met “een irrationele mystiek” van het handelen, zoals bij Georges Sorel. Benadrukkend dat dit klassenbewustzijn noch een sociale groepspsychologie noch een individueel bewustzijn was, gaf het Nederlandse marxisme een definitie die zeer ver verwijderd was van enig spontanisme. Het bewustzijn in het proletariaat is een collectieve wil, georganiseerd als een lichaam; zijn vorm is noodzakelijkerwijs de organisatie die eenheid en samenhang geeft aan de uitgebuite klasse. Volgens de de radencommunisten moesten Dit bewustzijn was geen zuivere weerspiegeling van de economische strijd van het proletariaat. Het nam een politieke vorm aan, waarvan de meest uitgewerkte en hoogste uitdrukking de socialistische theorie was, die het het proletariaat mogelijk maakte het “instinctieve” en nog onbewuste stadium van strijd te overstijgen om het stadium van volwassen actie te bereiken, zich richtend op het communistische doel: “Het is het in werking stellen van de socialistische theorie, fundamenteel wetenschappelijk, die zowel zal bijdragen om de beweging een rustige en zekere koers te geven als om onbewuste instincten om te zetten in bewuste daden van de mensen.”

## Bekende radencommunisten
- Anton Pannekoek
- Herman Gorter
- Jan Appel
- Otto Rühle
- Paul Mattick
- Ben Sijes
- Henk Canne-Meijer